# Kubłowo
Kubłowo [pronunciación en polaco: /kuˈbwɔvɔ/] es un pueblo en el distrito administrativo de Gmina Chodecz, dentro del condado de Włocławek, Voivodato de Cuyavia y Pomerania, en el centro-norte de Polonia. Se encuentra a unos 8 kilómetros sureste de Chodecz, 34 kilómetros al sur de Włocławek, y 83 kilómetros al sureste de Toruń.